# Alphonse Yombi
Ayakan Alphonse Yombi (Yaoundé, 1969. június 30. –) kameruni válogatott labdarúgó.

## Pályafutása

### Klubcsapatban
1989 és 1991 között a Canon Yaoundé csapatában játszott. 1993 és 1995 között az Olympic Mvolyé játékosa volt.

### A válogatottban
1990 és 1993 között 7 alkalommal szerepelt a kameruni válogatottban és 1 gólt szerzett. Részt vett az 1990-es világbajnokságon, de egyetlen mérkőzésen sem lépett pályára.

## Sikerei, díjai
Canon Yaoundé
- Kameruni bajnok (1): 1991